# Communauté de communes des Balcons de la Meuse
La communauté de communes des Balcons de la Meuse est une ancienne communauté de communes française, située dans le département des Ardennes et la région Champagne-Ardenne.

## Histoire
La communauté de communes a fusionné avec d'autres structures intercommunales des Ardennes pour former, le 1er janvier 2014, la communauté d’agglomération Ardenne Métropole.

## Composition
Elle regroupait 5 communes :
- Gernelle
- Issancourt-et-Rumel
- Lumes
- Saint-Laurent
- Ville-sur-Lumes